# Esteban Alvarado
Esteban Alvarado Brown, noto semplicemente come Esteban (Siquirres, 28 aprile 1989), è un calciatore costaricano, portiere del Saprissa e  della nazionale costaricana.

## Carriera

### Club

#### Inizi in patria
Inizia a giocare a calcio nel Santos de Guápiles e nel 2006 passa al Saprissa, con il quale debutta il 29 novembre 2009 nella sfida vinta per 3-1 contro il Municipal Liberia rimediando anche la sua prima ammonizione al minuto 70. Dopo 4 presenze collezionate con la prima squadra e le prestazioni con l'Under-20 costaricana, nell'estate 2010 viene acquistato dagli olandesi dell'AZ Alkmaar.

#### Approdo nei Paesi Bassi all'AZ Alkmaar
Il 21 dicembre 2011, nella partita degli ottavi di finale Coppa d'Olanda 2011-2012 fra Ajax e AZ Alkmaar, sospesa al 37' per rissa, è stato espulso sull'1-0 in seguito alla reazione avuta verso un aggressore che lo colpisce dopo aver invaso il campo. La sanzione è stata poi annullata.
Dopo la scadenza del suo contratto, precisamente il 1º luglio 2015, decide di non rinnovare e rimane svincolato.

### Nazionale
Debutta in nazionale maggiore nel 2010.
Viene convocato per la Copa América Centenario negli Stati Uniti, ma non può parteciparvi per infortunio e viene sostituito da Leonel Moreira.
Al Mondiale Under-20 del 2009 è stato nominato miglior portiere del torneo. Ha fatto il suo debutto in nazionale nell'agosto 2010 in'un amichevole contro il Paraguay. Il 12 marzo 2012, è stato annunciato che Alvarado era stato escluso dalla nazionale per cinque mesi dopo aver lasciato la squadra prima di un'amichevole contro la Spagna senza comunicarlo allo staff. Nel marzo 2014, ha rifiutato una convocazione per il campionato mondiale 2014 a causa di un apparente conflitto con il CT della nazionale Jorge Luis Pinto. Tuttavia, nel maggio 2014, Alvarado è stato incluso in una rosa provvisoria di 26 giocatori per il Mondiale. Alla fine di maggio, Alvarado non è stato incluso nella rosa definitiva dei 23 giocatori, presumibilmente a causa del persistente conflitto con il CT della nazionale.
Dopo le dimissioni di Pinto come allenatore della nazionale, Alvarado è tornato ad essere convocato in nazionale, sotto la nuova gestione di Paulo Wanchope. Nella CONCACAF Gold Cup 2015, Alvarado è stato incluso tra i convocati, sostituendo Keylor Navas, portiere titolare che si era infortunato nel corso del torneo.

## Statistiche

### Cronologia presenze e reti in nazionale
| Cronologia completa delle presenze e delle reti in nazionale ― Costa Rica | Cronologia completa delle presenze e delle reti in nazionale ― Costa Rica | Cronologia completa delle presenze e delle reti in nazionale ― Costa Rica | Cronologia completa delle presenze e delle reti in nazionale ― Costa Rica | Cronologia completa delle presenze e delle reti in nazionale ― Costa Rica | Cronologia completa delle presenze e delle reti in nazionale ― Costa Rica | Cronologia completa delle presenze e delle reti in nazionale ― Costa Rica | Cronologia completa delle presenze e delle reti in nazionale ― Costa Rica |
| Data                                                                      | Città                                                                     | In casa                                                                   | Risultato                                                                 | Ospiti                                                                    | Competizione                                                              | Reti                                                                      | Note                                                                      |
| ------------------------------------------------------------------------- | ------------------------------------------------------------------------- | ------------------------------------------------------------------------- | ------------------------------------------------------------------------- | ------------------------------------------------------------------------- | ------------------------------------------------------------------------- | ------------------------------------------------------------------------- | ------------------------------------------------------------------------- |
| 11-8-2010                                                                 | Asunción                                                                  | Paraguay                                                                  | 2 – 0                                                                     | Costa Rica                                                                | Amichevole                                                                | -2                                                                        |                                                                           |
| 26-3-2011                                                                 | San José                                                                  | Costa Rica                                                                | 2 – 2                                                                     | Cina                                                                      | Amichevole                                                                | -2                                                                        |                                                                           |
| 10-10-2014                                                                | Mascata                                                                   | Oman                                                                      | 3 – 4                                                                     | Costa Rica                                                                | Amichevole                                                                | -3                                                                        | 90’                                                                       |
| 31-3-2015                                                                 | Panama                                                                    | Panama                                                                    | 2 – 1                                                                     | Costa Rica                                                                | Amichevole                                                                | -2                                                                        |                                                                           |
| 6-6-2015                                                                  | Buenos Aires                                                              | Colombia                                                                  | 1 – 0                                                                     | Costa Rica                                                                | Amichevole                                                                | -1                                                                        |                                                                           |
| 27-6-2015                                                                 | Orlando                                                                   | Messico                                                                   | 2 – 2                                                                     | Costa Rica                                                                | Amichevole                                                                | -2                                                                        |                                                                           |
| 9-7-2015                                                                  | Carson                                                                    | Costa Rica                                                                | 2 – 2                                                                     | Giamaica                                                                  | Gold Cup 2015 - 1º turno                                                  | -2                                                                        |                                                                           |
| 12-7-2015                                                                 | Houston                                                                   | Costa Rica                                                                | 1 – 1                                                                     | El Salvador                                                               | Gold Cup 2015 - 1º turno                                                  | -2                                                                        |                                                                           |
| 15-7-2015                                                                 | Toronto                                                                   | Canada                                                                    | 0 – 0                                                                     | Costa Rica                                                                | Gold Cup 2015 - 1º turno                                                  | -                                                                         |                                                                           |
| 20-7-2015                                                                 | East Rutherford                                                           | Messico                                                                   | 0 – 0 dts (1-0 dtr)                                                       | Costa Rica                                                                | Gold Cup 2015 - Quarti di finale                                          | -                                                                         |                                                                           |
| 9-9-2015                                                                  | San José                                                                  | Costa Rica                                                                | 1 – 0                                                                     | Uruguay                                                                   | Amichevole                                                                | -                                                                         |                                                                           |
| 7-9-2016                                                                  | San José                                                                  | Costa Rica                                                                | 3 – 1                                                                     | Panama                                                                    | Qual. Mondiali 2018                                                       | -1                                                                        |                                                                           |
| 7-9-2018                                                                  | Goyang                                                                    | Corea del Sud                                                             | 2 – 0                                                                     | Costa Rica                                                                | Amichevole                                                                | -2                                                                        |                                                                           |
| 16-11-2018                                                                | Rancagua                                                                  | Cile                                                                      | 2 – 3                                                                     | Costa Rica                                                                | Amichevole                                                                | -2                                                                        |                                                                           |
| 20-11-2018                                                                | Arequipa                                                                  | Perù                                                                      | 2 – 3                                                                     | Costa Rica                                                                | Amichevole                                                                | -2                                                                        |                                                                           |
| 1-2-2019                                                                  | San Jose                                                                  | Stati Uniti                                                               | 2 – 0                                                                     | Costa Rica                                                                | Amichevole                                                                | -2                                                                        |                                                                           |
| 15-11-2019                                                                | Willemstad                                                                | Curaçao                                                                   | 1 – 2                                                                     | Costa Rica                                                                | CONCACAF Nations League 2019-2020 - 2º turno                              | -1                                                                        |                                                                           |
| 18-11-2019                                                                | San Juan                                                                  | Costa Rica                                                                | 1 – 1                                                                     | Haiti                                                                     | CONCACAF Nations League 2019-2020 - 2º turno                              | -1                                                                        |                                                                           |
| 1-2-2020                                                                  | Carson                                                                    | Stati Uniti                                                               | 1 – 0                                                                     | Costa Rica                                                                | Amichevole                                                                | -1                                                                        |                                                                           |
| 16-7-2021                                                                 | Orlando                                                                   | Suriname                                                                  | 1 – 2                                                                     | Costa Rica                                                                | Gold Cup 2021 - 1º turno                                                  | -1                                                                        | 43’                                                                       |
| 20-7-2021                                                                 | Orlando                                                                   | Costa Rica                                                                | 1 – 0                                                                     | Giamaica                                                                  | Gold Cup 2021 - 1º turno                                                  | -                                                                         | 76’                                                                       |
| 24-7-2021                                                                 | Arlington                                                                 | Costa Rica                                                                | 0 – 2                                                                     | Canada                                                                    | Gold Cup 2021 - Quarti di finale                                          | -2                                                                        |                                                                           |
| 30-3-2022                                                                 | San José                                                                  | Costa Rica                                                                | 2 – 0                                                                     | Stati Uniti                                                               | Qual. Mondiali 2022                                                       | -                                                                         | 79’                                                                       |
| 23-9-2022                                                                 | Goyang                                                                    | Corea del Sud                                                             | 2 – 2                                                                     | Costa Rica                                                                | Amichevole                                                                | -1                                                                        | 81’                                                                       |
| 10-11-2022                                                                | San José                                                                  | Costa Rica                                                                | 2 – 0                                                                     | Nigeria                                                                   | Amichevole                                                                | -                                                                         |                                                                           |
| 23-1-2025                                                                 | Orlando                                                                   | Stati Uniti                                                               | 3 – 0                                                                     | Costa Rica                                                                | Amichevole                                                                | -1                                                                        | 46’                                                                       |
| Totale                                                                    |                                                                           | Presenze                                                                  | 26                                                                        |                                                                           | Reti                                                                      | -33                                                                       |                                                                           |

## Palmarès

### Club

#### Competizioni nazionali
- Coppa dei Paesi Bassi: 1

AZ Alkmaar: 2012-2013
- Campionato costaricano: 1

Herediano: Apertura 2021

### Nazionale
- Campionato nordamericano di calcio Under-20: 1

2009

### Individuale
- Guanto d'oro del campionato del mondo Under-20: 1

Egitto 2009